# Charles Peyrade
Pour les articles homonymes, voir Peyrade.
Pas d'image ? Cliquez ici

a Compétitions nationales et continentales officielles uniquement.

Charles Peyrade, né le 14 juin 1922 à Pau (Basses-Pyrénées) et mort le 3 mai 1997 dans la même ville, est un joueur français de rugby à XV et de rugby à XIII évoluant au poste de demi dans les années 1930 à 1950.

## Biographie
Charles Peyrade naît le 14 juin 1922 à Pau dans le département français des Basses-Pyrénées.
Il commence par pratiquer le rugby à XV et dispute le Championnat de France sous les couleurs de la Section paloise. En 1939, il change de code de rugby et signe au Pau XIII en rugby à XIII avec lequel il dispute la finale perdue du Championnat de France de 1940 avec Lucien Martin et Pierre Taillantou. La Seconde Guerre mondiale interrompt sa carrière en rugby à XIII en raison de l'interdiction du rugby à XIII par le régime de Vichy, il joue alors au rugby à XV, seul code de rugby autorisé, en jouant pour l'U.S. Fumel. En 1944, il rejoint le F.C. Lourdes et dispute deux finales perdues du Championnat de France en 1945 et 1946 avec Jean Prat, Robert Soro, Eugène Buzy et René Lhoste. Il joue après pour le Stade nantais puis le Stade rochelais dont il prend le capitanat.
Il meurt le 3 mai 1997 dans sa ville de naissance.

## Palmarès

### Rugby à XV
- Collectif :
  - Finaliste du Championnat de France : 1945 et 1946 (F.C. Lourdes).

### Rugby à XIII
- Collectif :
  - Finaliste du Championnat de France : 1940 (Pau).

#### Statistiques en club
| Saison  | Saison   | Championnat           | Championnat | Coupe           | Coupe  |
| Saison  | Saison   | Comp.                 | Class.      | Comp.           | Class. |
| ------- | -------- | --------------------- | ----------- | --------------- | ------ |
| 1939-40 | Pau XIII | Championnat de France | Finaliste   | Coupe de France | Annulé |